# Elke Sommer
Elke Sommer, geboren als Elke Schletz (Berlijn, 5 november 1940) is een Duitse actrice, zangeres, regisseuse en schilderes.

## Jeugd en opleiding
Elke Schletz was het enige kind van Renata Topp en de protestantse predikant Peter Schletz. De vader stamde uit een zeer oud Duits adellijk geslacht, waarvan de wortels dateren uit het jaar 1225.
Ze werd op tweejarige leeftijd met haar familie geëvacueerd vanuit Berlijn naar de idyllische gemeente Niederndorf (nu onderdeel van Herzogenaurach) in het noorden van Beieren. De prachtige omgeving werd later weerspiegeld in de vele schilderijen die Elke Sommer maakte. Toen ze 14 jaar oud was overleed haar vader. Later volbracht ze haar eindexamen in het nabijgelegen Erlangen. Tijdens een au pair-verblijf in Londen kreeg ze een opleiding tot tolk en nu spreekt ze vloeiend zes talen.
Tijdens een vakantie met haar moeder in Italië in 1958 won ze verrassend een missverkiezing in een café in de stad Viareggio. Op grond van de daarna gepubliceerde foto's van Miss Viareggio haalde de Italiaanse filmproducent Vittorio De Sica (1901-1974) haar naar Rome.

## Carrière
Nog in hetzelfde jaar werd de eerste Italiaanse film met haar gedraaid. Ze wijzigde haar naam naar Sommer. In 1959 kreeg ze van de Berlijnse producent Artur Brauner een driejarig contract aangeboden en draaide haar eerste Duitse film Das Totenschiff aan de zijde van Horst Buchholz. In 1962 lukte haar de overgang naar Hollywood. Samen met Paul Newman speelde ze de hoofdrol in de succesvolle film The Prize (1963). In totaal speelde ze in meer dan 70 bioscoopfilms mee, de echte grote doorbraak lukte echter niet. Tijdens de training voor de filmopnamen van The Wicked Dreams of Paula Schultz, waarin ze als DDR-polsstokhoogspringster over de Berlijnse Muur moest springen, trainde ze in 1967 aan de UCLA dagelijks drie tot vier uur met een sportdocent. Sinds 1966 profileerde ze zich als schilderes onder het pseudoniem E. Schwarz en presenteerde haar werken op tentoonstellingen wereldwijd. Het schilderen is tegenwoordig haar hoofdberoep.
Meestal speelde ze in de films de rol van de blonde seksbom. Soms werd ze als persoon met haar filmrollen verwisseld, meestal echter met de zelfbewuste domineesdochter geïdentificeerd. In het Jaar van de Vrouw van de Verenigde Naties in 1975, tijdens het programma Der heiße Draht met Joachim Fuchsberger, verdedigde ze in een woordentwist met de dirigente Hortense von Gelmini de naaktheid ten opzichte van de schaamte.
Naast haar filmcarrière trad ze op in talrijke Amerikaanse talkshows, in The Muppet Show (1978) en begon vanaf 1970 met acteren in het theater. Haar poging om te profiteren van haar filmbekendheid voor het opstarten van een zangcarrière, startte met een flop. Een tweede, door Gert Wilden ondersteunde poging om in de muziekbranche aan de slag te kunnen, werd een waarderingssucces. Op het folkalbum Du, Du liegst mir im Herzen zong ze in acht talen. Er volgden daarna nog enkele muziekalbums.

## Privéleven
In 1964 verhuisde ze naar de Verenigde Staten naar Beverly Hills en trouwde ze met de journalist en schrijver Joe Hyams. In 1970 poseerde ze voor de Playboy, waarbij ze werd gefotografeerd door haar man. Het huwelijk, waarin Elke Sommer drie miskramen kreeg, werd in 1981 ontbonden. In 1993 trouwde ze met de acht jaar jongere hotelier Wolf Walther, welk huwelijk ook kinderloos bleef. Haar man bracht twee kinderen mee in het huwelijk, Sebastian en Caroline.

## Onderscheidingen
- 1963: Golden Globe Award als Beste Nachwuchsvertolkster voor Der Preis
- 1967, 1968: Bambi
- 1972, 1973: Beste theater-actrice van het jaar (Chicago)
- 2000: DIVA-Award

## Filmografie
- 1959: L'amico del giaguaro
- 1959: La pica sul Pacifico
- 1959: Ragazzi del juke box
- 1959: Das Totenschiff
- 1959: Am Tag, als der Regen kam
- 1960: Lampenfieber
- 1960: Urlatori alla sbarra
- 1960: Uomini e nobiluomini
- 1960: Himmel, Amor und Zwirn
- 1960: Saffo, venere di Lesbo
- 1960: Femmine di lusso
- 1961: Und sowas nennt sich Leben
- 1961: De quoi tu te mêles Daniela!
- 1961: Don't Bother to Knock
- 1961: Geliebte Hochstaplerin
- 1961: Auf Wiedersehen
- 1962: Nachts ging das Telefon
- 1962: Café Oriental
- 1962: Douce violence
- 1962: Das Mädchen und der Staatsanwalt
- 1962: Le Chien (tv-film)
- 1962: Un chien dans un jeu quilles
- 1962: Bahía de Palma
- 1963: Les Bricoleurs
- 1963: Verführung am Meer
- 1963: The Victors
- 1963: … denn die Musik und die Liebe in Tirol
- 1963: The Prize
- 1964: Seven Tons of Gunfire
- 1964: A Shot in the Dark
- 1964: Unter Geiern
- 1965: Le bambole
- 1965: Hotel der toten Gäste
- 1965: The Art of Love
- 1965: Tausend Takte Übermut
- 1965: The Money Trap
- 1965: The Oscar
- 1966: Boy, Did I Get a Wrong Number!
- 1966: The Venetian Affair
- 1966: Die Hölle von Macao
- 1966: Deadlier Than The Male
- 1968: The Wicked Dreams Of Paula Schultz
- 1968: An einem Freitag in Las Vegas
- 1968: The Wrecking Crew
- 1970: The Invincible Six
- 1971: Percy
- 1971: Zeppelin
- 1971: Perlico – Perlaco (tv-film)
- 1972: Probe (tv-film)
- 1972: Gli orrori del castello di Norimberga
- 1973: Die Reise nach Wien
- 1974: Lisa e il diavolo
- 1974: Einer von uns beiden
- 1974: Percy's Progress
- 1974: And Then There Were None
- 1975: Das Netz
- 1975: Carry On Behind
- 1976: One Away
- 1976: The Astral Factor
- 1976: Per Saldo Mord
- 1976: Pronto ad Uccidere
- 1976: The Six Million Dollar Man (tv-serie, aflevering 4x05)
- 1977: Nicht von gestern (tv-serie)
- 1978: I Miss You, Hugs and Kisses
- 1979: The Treasure Seekers
- 1979: A Nightingale Sang in Berkeley Square
- 1979: The Prisoner of Zenda
- 1979: The Fantastic Seven, (tv-film)
- 1979: The Double McGuffin
- 1980: Exit Sunset Boulevard
- 1980: Top Of the Hill (tv-film)
- 1981–1984: Love Boat (tv-serie, 4 afleveringen)
- 1981: Fantasy Island (tv-film, aflevering 5x06)
- 1981: Der Mann im Pyjama
- 1982: Inside the Third Reich (tv-film)
- 1984: Lily in Love
- 1984: Niemand weint für immer
- 1985: Jenny's War (tv-film)
- 1986: Peter der Große (miniserie)
- 1986: St. Elsewhere (tv-serie, aflevering 5x04)
- 1986: Anastasia: The Mystery of Anna (tv-film)
- 1986: Adventures Beyond Belief (tv-film)
- 1986: Der Stein des Todes – Death Stone
- 1989: Himmelsheim
- 1992: Severed Ties
- 1992: Counterstrike (tv-serie, aflevering 3x05)
- 1993: Happy Holiday (tv-serie, aflevering 1x04)
- 1993: Destiny Ridge (tv-serie, 1 aflevering)
- 1994: Florian III (tv-serie, hoofdrol)
- 1996: Alles nur Tarnung
- 1998: Doppeltes Spiel mit Anne
- 1999: Gisbert (tv-serie, aflevering 1x01)
- 2000: Nicht mit uns (tv-film)
- 2000: Flashback – Mörderische Ferien
- 2005: Reblaus (tv-film)
- 2005: Ewig rauschen die Gelder (tv-film)
- 2010: Das Leben ist zu lang

## Synchronisaties
- 1963: The Prize
- 1964: A Shot in the Dark
- 1986: Death Stone

- 2000: The Emperor's New Groove

## Discografie

### Singles
- 1961: Be not notty / The Faithful Hussar
- 1962: Wir sind Freunde / Darling
- 1962: Adieu, Adieu / Nachts ging das Telefon
- 1964: Cowboy-Shake / Hey, hey, hey, ich suche einen Boy
- 1965: Ich sage No / Es könnte sein
- 1965: Hully-Gully Italiano / Miss Cumberland
- 1965: Das genügt mir nicht / Oh, I Love You
- 1965: Es war ein Sommer in der Normandie / Ich geh' den Strand entlang
- 1970: Ich kann prima Leben ohne Dich / Solang die Welt sich weiter dreht
- 1972: So Knall auf Fall / Tränen im Sand

### EP
- 1973: Ich brauche dich so sehr

### Albums
- 1965: Love In Any Language
- 1965: Ich liebe Dich (LP)
- 1999: Das allein kann doch nicht alles sein (CD)

- Biblioteca Nacional de España: XX1546865
- Bibliothèque nationale de France: cb140392273 (data)
- Gemeinsame Normdatei: 118913085
- International Standard Name Identifier: 0000 0001 0912 768X
- Library of Congress Control Number: n84123407
- MusicBrainz: 638dbe3c-198e-4def-ab40-4fd63de92aad
- Nederlandse Thesaurus van Auteursnamen: 073476285
- RKD-Nederlands Instituut voor Kunstgeschiedenis: 328834
- SNAC: w6cc19dh
- Système universitaire de documentation: 070758085
- Virtual International Authority File: 69130469
- WorldCat: E39PBJgxtYCmqD9wkypCJ9c773